# Bộ Phương (匚)
Bộ Phương (匚) có nghĩa là "cái hộp" là một trong 23 bộ thủ được cấu tạo từ 2 nét trong số 214 Bộ thủ Khang Hy
Trong Từ điển Khang Hy, có 64 ký tự (trong số 49.030) được tìm thấy dưới bộ thủ này. Một dị thể của chữ 匚 có nguồn gốc từ lối viết Kim văn và triện thư, đôi khi được sử dụng Khải thư hoặc và chữ in dưới hình dạng: 𠥓 (12 nét, 匚 + 10 nét, giống như, 𠥧, một dị thể của chữ 杯) và được sử dụng để phiên âm các chữ khắc cổ.

## Chữ dùng bộ Phương (匚)

Giáp cốt văn
Kim văn
Đại triện
Tiểu triện

| Số nét | Chữ         |
| ------ | ----------- |
| 2 nét  | 匚          |
| 5 nét  | 匛 匜 匝 匞 |
| 6 nét  | 匟 匠 匡 匢 |
| 7 nét  | 匣 匤 匥 医 |
| 9 nét  | 匦 匧       |
| 10 nét | 匨 匩 匪 匫 |
| 11 nét | 匬 匭 匮    |
| 12 nét | 𠥓          |
| 13 nét | 匯 匰       |
| 14 nét | 匱 匲       |
| 15 nét | 匳          |
| 16 nét | 匴          |
| 17 nét | 匵          |
| 19 nét | 匶          |
| 20 nét | 匷          |